# Curumaní
Curumaní est une municipalité située dans le département de Cesar, en Colombie.

## Histoire
Les habitants de la municipalité de Curumaní sont originaires du groupe ethnique des Chimilas, qui se consacraient à la pêche, à la chasse, à l'apiculture et à la culture du tabac, de l'ahuyama, du manioc et de la canne, qu'ils utilisaient comme matière première pour la préparation des flèches. Ils plantèrent également divers roseaux qu'ils utilisèrent pour fabriquer des sifflets et des flûtes ; et ils cultivaient des arbres fruitiers comme le corossol, le néflier, la papaye, l'ananas, le chérimoye, la pomme étoilée, l'oranger, etc. De plus, cette ethnie se distinguait par ses richesses en matière d'art de la vannerie, d'éventails, de chapeaux et autres ustensiles domestiques. Dans la structure politique de cette tribu dominait un chef, dont le chef Curumanao, s'établissait dans les savanes fertiles de ce qui est aujourd'hui la municipalité qui porte son nom, et sur les rives du marais de Zapatosa, où ils échangeaient des marchandises avec les chef Chimichagua, appartenant à la tribu Tayrona. L'année exacte de fondation de Curumaní n'est pas connue, mais on sait que vers 1852 environ, elle a commencé à être peuplée de cow-boys qui transportaient du bétail de Chiriguaná à Santanderes. Mais sa création a eu lieu en 1887, à la suite de la recherche de meilleurs endroits par les éleveurs pour faire paître leur bétail. Initialement, c'était un district de la municipalité de Chiriguaná jusqu'en 1965, étant élevé au rang de municipalité par l'ordonnance n° 036 du 16 novembre 1965.  